# Eurybia molochina
Eurybia molochina is een vlindersoort uit de familie van de prachtvlinders (Riodinidae), onderfamilie Riodininae.
Eurybia molochina werd in 1910 beschreven door Stichel.